# باشگاه فوتبال آریان همدان
باشگاه فوتبال آریان همدان یک باشگاه فوتبال ایرانی است که در سال ۱۳۸۸ در همدان با نام شهرداری همدان تأسیس شده‌است. این تیم درسال ۱۳۹۹–۱۴۰۰ به عنوان نایب قهرمان از لیگ دسته دوم فوتبال ایران به لیگ آزادگان صعود کرد و در سال ۱۴۰۱_۱۴۰۲ مجدد با سقوط از لیگ آزادگان به لیگ دسته دوم برگشت .

این تیم در فصل ۰۰–۱۳۹۹ نایب قهرمان لیگ دسته دوم شد و جواز صعود به لیگ آزادگان را کسب کرد و همچنین در سال ۱۴۰۲ مجوز بازی در لیگ دسته دوم را دوباره کسب کرد.
نام این باشگاه در سال ۱۴۰۲ از شهرداری همدان به آریان همدان تغییر کرد.

## بازیکنان
'فهرست بازیکنان در فصل ۱۴۰۱–۰۲
| شماره |       | پست       | بازیکن            |
| ----- | ----- | --------- | ----------------- |
| ۱     | ایران | دروازه‌بان | پرویز کریمی       |
| ۱۴    | ایران | مدافع     | حسین کاظمی        |
| ۲۰    | ایران | مدافع     | ایمان رئیسی نسب   |
| ۲۳    | ایران | مدافع     | پیمان حشمتی       |
| ۶     | ایران | هافبک     | امیرحسین پورقاسمی |
| ۹۰    | ایران | مهاجم     | ماهان انصاری      |
| ۱۱    | ایران | مهاجم     | مسعود رمضانی      |
| ۲۱    | ایران | هافبک     | آرمین طلایی‌منش    |
| ۱۹    | ایران | دروازبان  | علیرضا مالمیر     |
| ۵     | ایران | مدافع     | وحید سبزی         |
| ۴     | ایران | مدافع     | مجید شعبانی       |

| شماره |       | نقش       | بازیکن            |
| ----- | ----- | --------- | ----------------- |
| ۷     | ایران | مدافع     | مرتضی کرمی        |
| ۱۲    | ایران | مدافع     | علی آقامحمدی      |
| ۸۸    | ایران | هافبک     | امیرحسین امیری    |
| ۷۷    | ایران | هافبک     | محمدرضا اقبالی    |
| ۲۸    | ایران | هافبک     | مهدی بلوری نوین   |
| -     | ایران | هافبک     | پارسا چاردولی     |
| ۹     | ایران | مهاجم     | امیرحسین سوری     |
| -     | ایران | دروازه‌بان | علی صالحی         |
| ۲۴    | ایران | مدافع     | محمدعباس تبارمقری |
| -     | ایران | مهاجم     | نیما اسکندرزاده   |
| ۳۰    | ایران | مهاجم     | مهدی رحمتی        |
| ۲۷    | ایران | دروازه‌بان | امیررضا حسن‌پور    |